# 李瓌
李瓌（591年后？—630年），唐朝宗室，汉阳郡王、官员。唐高祖李渊的七叔李蔚的孙子，父亲李安。
生年不详，当在591年后。618年，唐朝建立，始封为汉阳郡公，进汉阳郡王。唐高祖使他，带礼品给突厥颉利可汗言和亲事。颉利可汗始见李瓌，非常倨傲。李瓌开说，示以厚币，颉利可汗大喜，改容加礼，遣使随李瓌入献名马。后再聘问，李瓌见颉利，即长揖。颉利大怒，留之不遣。李瓌意象自若，他不为屈。突厥人知其不可劫，最后以礼遣回。
迁为左武候将军，代哥哥李孝恭为荆州都督，政务清静。岭外酋豪多次相攻，李瓌遣使谕威德，皆如约，不敢乱。唐太宗继位，后例为公。长史冯长命曾为御史大夫，非常自傲，事多专决，李瓌怒杖责，李瓌被免。後起为宜州刺史、散骑常侍，贞观四年去世。

## 子孙
- 子：李冲寂，兗州長史。
  - 孙：李辛，阆州新井县令
    - 曾孙：李云卿，朝请大夫、上柱国、南宾郡太守
      - 李玠

    - 曾孙：李銳，隋州刺史
- 子：李冲玄，冬官尚書
  - 孙：李烈，栎阳令[1]
    - 曾孙：李恒

  - 孙：李昭，冯翊郡司法[2]
    - 曾孙：李恆，祠部員外郎
    - 曾孙：李惇，中部郡太守
- 子：李沖虛，卒于尚方监。

## 延伸阅读
[在维基数据编辑]
 《新唐書·卷078》，出自《新唐書》